# Viktor Okishev
Viktor Okishev, né le 4 février 1994 à Petropavl, est un coureur cycliste kazakh des années 2010.

## Biographie
En 2012, il est deuxième du championnats du Kazakhstan du contre-la-montre juniors et sixième du Trofeo Karlsberg.
Le 19 novembre 2014, l'Union cycliste internationale annonce que Victor Okishev a été contrôlé positif aux stéroïdes anabolisants lors des Championnats d'Asie, où il avait remporté l'épreuve contre-la-montre espoirs. Il est le quatrième coureur kazakh à être contrôlé positif à une substance interdite en quelques semaines, après Maxim Iglinskiy, Valentin Iglinskiy et Ilya Davidenok. Il est suspendu jusqu'au 18 novembre 2016 et tous ses résultats depuis le 15 mars 2014 sont annulés. 
En 2017, il fait son retour à la compétition lors du Tour des Philippines au sein de l'équipe chinoise Keyi Look. En 2018, il rejoint l'équipe kazakhe Vino-Astana Motors. Le 17 juin 2018, il est à nouveau testé positif, cette fois à l'EPO, lors d'un contrôle hors compétition. Il est suspendu 8 ans par la Fédération kazakhe, jusqu'au 30 juin 2026,.

## Palmarès sur route
- 2012[5]
  - 2e du championnats du Kazakhstan du contre-la-montre juniors
  - 6e du Trofeo Karlsberg
- 2014
  -  Champion d'Asie du contre-la-montre espoirs

## Classements mondiaux
| Année         | 2013 | 2014 | 2015 | 2016 | 2017 |
| ------------- | ---- | ---- | ---- | ---- | ---- |
| UCI Asia Tour | 290e | 188e |      |      | 369e |